# Johann Bernhard Bach
Johann Bernhard Bach (Erfurt, 23 maggio 1676 – Eisenach, 11 giugno 1749) è stato un compositore e organista tedesco.

## Biografia
Nato a Erfurt, Johann Bernhard era secondo cugino di Johann Sebastian Bach. Ricevette i primi rudimenti di musica da suo padre Johann Aegidius, e, nel 1695, divenne organista a Erfurt. Successivamente ricoprì lo stesso incarico a Magdeburgo.
Nel 1703 succedette a Johann Christoph Bach come organista a Eisenach e come clavicembalista di corte
di Giovanni Guglielmo di Sassonia-Eisenach. Molte delle sue composizioni sono perdute, ma sono giunte fino al XXI secolo quattro sue suite orchestrali e alcune composizioni per organo.
Anche suo figlio Johann Ernst fu musicista.